# Philosophumena
La Confutazione di tutte le eresie, in greco antico: Φιλοσοφούμενα ἢ κατὰ πασῶν αἱρέσεων ἔλεγχος?, Philosophoûmena è katà pasôn hairéseon élenchos ("Riflessioni, ovvero refutazione di tutte le eresie"), in latino Refutatio Omnium Haeresium, chiamato anche Elenchus o Philosophumena, è una complessa opera polemica cristiana dell'inizio del terzo secolo, ora generalmente attribuita a Ippolito di Roma. Cataloga sia credenze pagane che 33 sistemi gnostici cristiani ritenuti eretici, rendendola una fonte importante di informazioni sugli oppositori contemporanei dell'ortodossia cattolica.
Il primo libro, una sinossi della filosofia greca, circolava separatamente in diversi manoscritti ed era noto come Philosophoumena (in Greco "insegnamenti filosofici"), un titolo che alcuni estendono a tutto il lavoro. I libri IV-X furono recuperati nel 1842 in un manoscritto sul Monte Athos, mentre i libri II e III rimangono perduti. L'opera è stata a lungo attribuita al primo teologo cristiano Origene.

## Contenuti
Il lavoro di Ippolito è diviso in dieci libri, 8 dei quali sono sopravvissuti più o meno intatti. I libri II e III, tuttavia, non sono stati scoperti e il loro contenuto rimane oggetto di congetture.
Il libro I offre un riassunto del pensiero di vari filosofi greci antichi. Catherine Osborne identifica il Libro I come un'importante fonte di informazioni sulla filosofia pre-socratica. Il trattamento più esteso di Ippolito è dato alle opere di Pitagora, Platone e Aristotele. Uno schema delle filosofie dei Brahmini dell'India, dello Zamolxis della Tracia e dei druidi celtici e anche della poesia mitologica di Esiodo è qui riportato. 
Il Libro IV dettaglia e cerca di confutare le varie credenze e pratiche di vari divinatori e maghi, vale a dire i Caldei, i Metoposcopisti, i Maghi e coloro che praticano la divinazione tramite l'astrologia. Ippolito chiude questo libro spiegando la connessione che percepisce tra le eresie gnostiche di Valentino e Simone Mago e alcune idee che Ippolito attribuisce a Pitagora, collegando così la sua discussione sulla filosofia greca nel Libro I con i suoi successivi argomenti contro lo gnosticismo. 
Il libro V si occupa delle eresie Ofite. Ippolito in particolare identifica i Naasseni, il Peratae, i Sethiani, e le credenze dell'eretico Justinus. Ancora una volta, Ippolito identifica la fonte dell'errore degli Ophiti come radicata nella filosofia degli antichi.
Nel libro VI, Ippolito riprende il suo attacco iniziato alla fine del libro IV contro Simone Mago e Valentino. Riassume e schematizza le loro idee, affermando di nuovo che la fonte del loro errore è l'insegnamento di Pitagora. Ippolito dedica il resto del libro alla discussione delle eresie dei presunti seguaci di Valentino. 
Il libro VII sfida gli insegnamenti di eretici come Basilide e il suo discepolo Saturno, Marcione di Sinope e Carpocrate di Alessandria, tra gli altri. Tutti questi eresiarchi avevano opinioni diverse sul Dio dell'Antico Testamento, da Saturnilo, che secondo Ippolito credeva che "il Dio degli ebrei è uno degli angeli", contrastato direttamente da Cristo, a Carpocrate che affermava che il Padre era per la maggior parte estraneo alla creazione fisica, che era stata formata dai suoi angeli.
Una discussione sugli eretici Docetae inizia il libro VIII di Ippolito. Chi fossero esattamente i Docetae non è chiaro, anche se Ippolito sembra fare una distinzione tra questo gruppo e altri che consideravano che  Gesù esistesse semplicemente in apparenza, dottrina su cui è ora apposto il termine "docetismo". Ippolito associa questa eresia a un'interpretazione errata della parabola del seminatore del Vangelo secondo Matteo e alla convinzione che l'anima di Cristo fosse separata dal suo corpo durante la sua crocifissione. Ippolito procede per spiegare e argomentare contro gli gnostici Monoim, Taziano ed Ermogene, prima di divagare dal tema gnostico per confutare le pratiche dei Quartodecimani . Condanna allo stesso modo i "Frigi", cioè i seguaci di Montano e l'eresia gnostica degli Encratiti.
Il libro IX inizia con una confutazione dell'eresia di Noeto. In questo particolare errore, Ippolito implica i papi ora canonizzati Zefirino e Callisto I. Questo tema del conflitto di Ippolito con il papato è approfondito nel secondo capitolo del libro IX, che tratta in particolare degli errori di papa Callisto, che Ippolito identifica come uno "stregone". Quindi attacca gli Elcesaiti, che secondo lui seguivano una pratica battesimale diversa da quella dei cristiani ortodossi. Il libro IX si conclude con un riassunto dell'eresia degli ebrei, che Ippolito divide in farisei e sadducei.
Il libro X conclude il lavoro con il riassunto di ciò che Ippolito ha scritto.

## Eredità
L'opera è stata una fonte significativa per gli studiosi contemporanei su vari argomenti sin dalla sua scoperta, nonostante l'evidente pregiudizio dell'autore. L'ampiezza della Refutazione non solo illumina per il lettore varie credenze gnostiche, ma è anche una fonte di "preziose informazioni sul pensiero dei presocratici". Il testo è anche un'importante fonte sugli insegnamenti di Pitagora e del neopitagorismo, a cui Ippolito collega frequentemente le eresie che descrive.